# Nour Aboulmakarim
Nour Aboulmakarim, née le 18 février 2003 au Caire, est une joueuse professionnelle de squash représentant l'Égypte. Elle atteint le 36e rang mondial en avril 2025, son meilleur classement.

## Biographie
Elle remporte le British Junior Open 2017 en moins de 15 ans mais ensuite, sa carrière junior fut perturbée par l'absence de compétitions causée par la pandémie de COVID-19.